# 賓森恩·曉基
賓森恩·曉基（英語：Benjamin Huggel，1977年7月7日—），是一名瑞士足球运动员，司职防守中場，目前效力瑞超球队巴素利，他是以一個高大，強壯的球員而聞名。他生長在明兴施泰因（Münchenstein）郊區，與巴塞爾相距約十分鐘和法國和德國邊境附近。

## 球會生涯
曉基在C Münchenstein和FC Arlesheim開始他的職業生涯，1998年轉會到巴素利。在2002-03賽季，他首先在歐聯期間表現較為突出。
在1998-99賽季，在加盟巴素利後，曉基享受他在2000-01的比賽，他在29場聯賽射入8球。 一系列的受傷，嚴重影響了他的進步和在中場位置激烈的競爭，贏得他重新回到了正選位置，但他沒有上陣2002年歐聯巴素利遭利物浦淘汰出局的比賽。在2003-04年度，他擁有另外一個成功的賽季，在32場比賽射入8球，從草蜢身上重奪聯賽冠軍。
2005年，曉基轉到德國法蘭克福。他與土耳其後衛奧沙倫發生了衝突，事後收到停賽四場的罰單。
2007年6月，據法蘭克福透露，曉基以€40萬重返巴素利。

## 國際賽生涯
曉基在2003年8月，瑞士敗法國2-0一役首次代表國家隊。他也代表瑞士上陣2004年歐國杯預選賽的最後兩場比賽，助球隊以4-1擊敗俄羅斯和2-0戰勝愛爾蘭。
他在2004年歐國杯比賽上陣了全部比賽。但他無法阻止瑞士上演一個令人失望的盃賽 - 他們在小組賽遭淘汰，先後敗于法國和英國，只戰平克羅地亞。
但是，曉基沒有上陣任何瑞士2006年世界杯足球賽的預選賽。他還在附加賽對土耳其中，因踢了土耳其教練而被禁賽6場。
他出席了2008年歐國杯。

## 榮譽
巴素利
- 瑞士盃: 2002, 2003, 2008, 2010, 2012
- 瑞士聯賽: 2002, 2004, 2005, 2008, 2010, 2011, 2012
- Uhren Cup: 2003, 2008, 2011

## 連結
- Profile at FC Basel （德文）
- Profile at Swiss Football League Website （页面存档备份，存于） （德文）